# Спеціальність
Спеціальність (лат. specialis — особливий; від species — род, вид) — комплекс набутих людиною знань і практичних навичок, що дає їй можливість займатися певним родом занять у якійсь галузі діяльності.
Також спеціальністю називається окрема відособлена галузь науки, техніки, майстерності, мистецтва тощо. Всіляка самостійна професія, основна кваліфікація.